# Niveau de condensation par ascension
Pour les articles homonymes, voir NCA.

Diagramme du parcours d'une parcelle d'air humide soulevée le long de B-C-E par rapport à la Température de l'environnement (T) et l'humidité contenue dans la masse d'air (Tw)

Le niveau de condensation par ascendance (NCA) représente le niveau où une parcelle d'air en ascendance mécanique devient saturée à la suite d'une expansion adiabatique qui cause son refroidissement. Elle se distingue du niveau de condensation par convection, où le mouvement vertical menant à la condensation est dû au réchauffement de l'air au sol d'une masse d'air instable, alors que le NCA peut être également obtenu dans une masse d'air stable.

## Principe

Diagramme thermodynamique qui montre que T soulevé adiabatiquement à rapport de mélange constant nous permet de trouver le NCA

Alors que la particule est en ascendance à la suite du passage d'un obstacle ou de mouvement dans la masse d'air, sa température décroît à cause de la détente adiabatique sèche. La température potentielle demeure constante durant l'ascendance, alors qu'aucun échange d'énergie ne s'effectue avec l'environnement extérieur. La baisse de pression de la particule provoquée par l'ascendance permet à la particule de prendre de l'expansion et par conséquent cette dernière se refroidit (elle effectue un travail sur l'environnement). Pendant ce temps, le rapport de mélange dans le volume d'air soulevé demeure constant. Le NCA est atteint lorsque la température atteint la température de saturation et qu'il y a formation d'un nuage. 
On peut déterminer le NCA en procédant de la sorte sur diagramme thermodynamique comme le téphigramme :
- Pour une parcelle non saturée:

1. à partir de la température et pression initiale de la particule, se déplacer vers le haut le long du gradient thermique adiabatique sec;
2. à partir de la température du point de rosée et pression initiale de la particule, se déplacer vers le haut le long d'une isoligne de rapport de mélange, jusqu'au niveau où cette isoligne intersecte l'adiabatique sèche précédente;
3. le niveau où les deux lignes se coupent correspond au NCA[2].

- Si la parcelle d'air est saturée, elle se trouve déjà au-dessus ou au niveau du NCA.

## Calcul théorique et pratique
La figure ci-contre représente un diagramme thermodynamique qui utilise T la température de l'air à la hauteur où se produit le soulèvement et {\displaystyle T_{d}} le point de rosée au même niveau. On intersecte la courbe de mélange partant de {\displaystyle T_{d}} et la courbe adiabatique sèche partant de T. Le point d'intersection correspond à l'altitude b de la base du nuage lors d'un soulèvement mécanique. Le calcul théorique est complexe et présenté dans l'article Détermination de la base des cumulus, mais une formule approchée est donnée par :
{\displaystyle b=k\times (T-T_{d})} où k = 400 pieds / ⁰C.
Par exemple si {\displaystyle T-T_{d}=15^{0}C}, alors b= 400 pieds / K × 15 K = 6 000 pieds = 1,8 km.